# Wild (jeu vidéo)
Pour les articles homonymes, voir Wild.
Wild est un jeu vidéo annulé d'aventure et de survie en monde ouvert développé par Wild Sheep Studio et édité par Sony Interactive Entertainment sur PlayStation 4. Le jeu a été annoncé en 2014 à la Gamescom. Selon DLCompare, de nouvelles images ont été publiées en avril 2020 et le jeu était alors toujours en développement. Le jeu est annulé par la suite.

## Système de jeu
Wild se déroule pendant la période néolithique préhistorique (environ 10 000 à 2 500 av. J.-C.), dans un monde généré de manière procédurale de taille apparemment infinie. Dans le jeu, le joueur contrôle un humain et peut utiliser des animaux plus petits pour espionner les autres, ou des animaux plus grands pour soutenir le joueur et sa tribu dans des combats avec d'autres humains. Les animaux peuvent être contrôlés en utilisant des pouvoirs chamaniques : une fois que "posséder" un animal, le gameplay se déplace vers le point de vue de la créature contrôlée, puis continue en utilisant les compétences et les caractéristiques de l'animal.

## Développement
Wild a commencé le développement en 2014 chez Wild Sheep Studio, un développeur basé à Montpellier fondé par Michel Ancel d'Ubisoft. Les plans initiaux du jeu comprenaient un très grand monde ouvert de la taille d'un continent, une météo dynamique avec des variations saisonnières, un mode jeu en ligne et la possibilité de jouer comme n'importe quelle créature sauvage du monde, y compris les loups, les moutons, les poissons, les fourmis, les chats, oiseaux, etc. Une bande-annonce de gameplay du jeu a été diffusée à la Gamescom en août 2014, puis à la Paris Games Week en octobre 2015, où les développeurs ont sorti une nouvelle bande-annonce de gameplay et un film sur la production du jeu.
Bien que le concepteur principal Michel Ancel ait publié des captures d'écran du jeu sur les réseaux sociaux en janvier 2017, de nombreux journalistes ont cité le jeu comme étant un vaporware, .
Lorsque Ancel a annoncé son départ en septembre 2020, il a déclaré que le projet et Beyond Good and Evil 2 étaient entre de bonnes mains.
Le jeu est finalement annulé quelque temps plus tard.